# Rauhenberg (Frankenwald)
Der Rauhenberg ist ein 706 m ü. NHN hoher Berg im Thüringer Schiefergebirge, der im Südosten des Frankenwaldes liegt.

## Geografie
Der 706 m ü. NHN hohe und bewaldete Bergkegel liegt auf den Gemarkungen Baiergrün und Döbra sowie sechs Kilometer nordwestlich der Stadt Helmbrechts. Am Osthang des Berges liegt die gleichnamige Einöde Rauhenberg, die weiteren umliegenden Ortschaften sind Thron, Pillmersreuth, Einzigenhöfen, Lehsten und Rodeck. Der Rauhenberg schiebt sich von Osten her wie ein Keil zwischen die beiden Quellbäche der Wilden Rodach, die sich an seinem westlichen Fuß vereinen. Über den Gipfel des zumeist steilen Bergkegels verläuft die Wasserscheide zwischen Main und Saale. Am südlichen Fuß des Berges befindet sich ein Sumpfgelände, in dem sich die eisenhaltige Quelle des Sauerbrünnleins befindet.